# آرون بوپندزا
آرون بوپندزا (انگلیسی: Aaron Boupendza؛ زادهٔ ۷ اوت ۱۹۹۶ - ۱۶ آوریل ۲۰۲۵) بازیکن فوتبال اهل گابن بود که برای تیم ملی فوتبال گابن در پست مهاجم برای باشگاه فوتبال راپید بخارست بازی می‌کرد.
این بازیکن چپ‌پا سابقه بازی در بوردو فرانسه را در کارنامه خود دارد. بوپندزا در سال ۲۰۱۶ از گابن به بوردو رفت و در تیم دوم باشگاه به بازی گرفته شد. با وجود به ثمر رساندن ۸ گل در ۲۰بازی، این مهاجم بارها به باشگاه‌های مختلف قرض داده شد. اولین فصل او با پائو اف سی در لیگ ۲ موفقیت‌آمیز بود، او در ۲۱ بازی ۱۵گل به ثمر رساند. با این حال در تابستان ۲۰۲۰ بدون بازی برای تیم اصلی بوردو به ترکیه رفت. بوپندزا اولین بازی خود برای تیم ملی گابن را در ژانویه ۲۰۱۶ انجام داد و از آن زمان تاکنون ۱۹ بازی و پنج گل را در کارنامه خود ثبت کرده است.
متأسفانه در تاریخ ۱۶ آوریل در سن ۲۸ سالگی، بر اثر سقوط از ساختمان درگذشت.